# فرودگاه اور (جزایر مارشال)
فرودگاه اور (به انگلیسی: Aur Airport) یک فرودگاه با کد یاتا AUL است . این فرودگاه در کشور جزایر مارشال قرار دارد .

## شرکت‌های هواپیمایی و مقصدهای پروازی
| شرکت‌های هواپیمایی        | مقصدهای پروازی  |
| ------------------------ | --------------- |
| ال‌ای‌ام موزامبیک ایرلاینز | اس جزیره مارشال |